# Stafford (Oregón)
Stafford es un lugar designado por el censo ubicado en el condado de Clackamas en el estado estadounidense de Oregón. En el año 2010 tenía una población de 1,577 habitantes.

## Geografía
Stafford se encuentra ubicado en las coordenadas 45°21′27″N 122°43′17″O / 45.35750, -122.72139.